# Tournament of Champions (golf)
Il Tournament of Champions, attualmente conosciuto con il nome di The Sentry per motivi di sponsorizzazione, è un torneo di golf appartenente al PGA Tour e che tradizionalmente apre la stagione del circuito. Il torneo si disputa nell'isola di Maui, nelle Hawaii (Stati Uniti).
La prima edizione del torneo si è disputata nel 1953 e per diverse edizioni dello stesso la partecipazione veniva riservata soltanto ai giocatori che, durante l'anno solare precedente, erano riusciti a vincere almeno un torneo nel tour. Ad oggi, tuttavia, la partecipazione è stata allargata anche ai giocatori in grado di qualificarsi per il Tour Championship precedente. Dal 1986 al 2013, il torneo è stato l'evento inaugurale di ogni stagione del PGA Tour, per poi essere inserito a metà del calendario nel periodo tra il 2014 e il 2023 (anni in chi il PGA Tour prevedeva un calendario a cavallo di due anni consecutivi). Dalla stagione 2024, con il ripristino del calendario coincidente con l'anno solare, il The Sentry è tornato ad essere l'evento inaugurale della stagione.
L'attuale detentore del torneo è il giapponese Hideki Matsuyama, che nell'edizione 2025 ha inoltre ottenuto il record di minor numero di colpi nella storia dei tornei del PGA Tour con par da 72 colpi, totalizzando un punteggio di -35.

## Storia
Il torneo si tiene tradizionalmente nella prima settimana del mese di gennaio di ogni anno e, a partire dal 1999, si disputa presso il Plantation Course del Kapalua Resort, che si trova nei pressi di Lahaina, sull'isola hawaiana di Maui. A differenza della maggior parte dei tornei appartenenti al PGA Tour, il Tournament of Champions si disputa su un percorso con par 73.
Prima del suo arrivo nelle Hawaii, il torneo è stato ospitato dal Desert Inn Country Club di Las Vegas (Nevada) dalla prima edizione del 1953 fino al 1966, per poi spostarsi presso lo Stardust Country Club della stessa città nelle edizioni 1967 e 1968. Nel successivo trentennio, il torneo si è trasferito presso il La Costa Resort and Spa di Carlsbad (California). Nell'attuale collocazione hawaiana il torneo è stato ospitato nel biennio 1985-1986 e poi, continuativamente, a partire dal 1999.
Nel corso degli anni, il torneo ha avuto diversi title sponsor, il primo dei quali è stato Mutual of New York (MONY) tra il 1975 e il 1990. Dopo un triennio di sponsorship con Infiniti, la casa automobilistica tedesca Mercedes-Benz si è legata al torneo per 16 anni rimuovendo dalla denominazione ufficiale il titolo di Tournament of Champions. Nel 2010 il torneo ha stretto un accordo decennale con la Seoul Broadcasting System (SBS), venendo però subito sostituita dalla Hyundai nel 2011. Nel 2017 la SBS è tornata come sponsor ufficiale del torneo quando la Hyundai ha cominciato a sponsorizzare il torneo disputato presso il Riviera Country Club. A partire dal 2018, la compagnia assicurativa Sentry Insurance ha acquisito i diritti di sponsorship dell'evento con un accordo che si è prolungato fino al 2030.
Tra il 2012 e il 2015, il torneo si è tenuto tra il venerdì e il lunedi, diventando così uno dei due tornei del PGA Tour ad avere questo formato insieme al Deutsche Bank Championship. Il giorno conclusivo del torneo è stato trasferito al lunedì per non coincidere con il turno di Wild Card Playoff della National Football League.
In occasione dell'edizione 2021 del torneo e a seguito della cancellazione di dieci tornei nella stagione precedente (a causa della pandemia di COVID-19), il PGA Tour ha annunciato l'allargamento della partecipazione, tradizionalmente riservata ai vincitori dei tornei della stagione precedente, anche ai 30 giocatori che erano riusciti a qualificarsi al Tour Championship 2020. Nel 2022 si è tornati ad includere tra i partecipanti soltanto i vincitori della stagione precedente, per poi stabilire definitivamente l'allargamento del field a partire dal 2023. In conseguenza di ciò, è stata nuovamente abbandonata la tradizionale denominazione di Tournament of Champions e, a partire dal 2025, il torneo è diventato un Signature Event, ovvero un torneo a partecipazione limitata ai vincitori di almeno un torneo della stagione precedente e ai 50 giocatori qualificati per il BMW Championship della stagione precedente.

## Vincitori
Nota: in colore verde il record del giocatore che ha compiuto tutte le buche previste dal torneo con il minor numero di colpi.
| Anno                             | Vincitore               | Score                   | To Par                  | Margine vittoria        | Secondo/i                                                | Premio                  |
| Tournament of Champions          | Tournament of Champions | Tournament of Champions | Tournament of Champions | Tournament of Champions | Tournament of Champions                                  | Tournament of Champions |
| -------------------------------- | ----------------------- | ----------------------- | ----------------------- | ----------------------- | -------------------------------------------------------- | ----------------------- |
| 1953                             | Al Besselink            | 280                     | –8                      | 1 colpo                 | Chandler Harper                                          | 10.000 $                |
| 1954                             | Art Wall Jr.            | 278                     | –10                     | 6 colpi                 | Al Besselink Lloyd Mangrum                               | 10.000 $                |
| 1955                             | Gene Littler            | 280                     | –8                      | 13 colpi                | Jerry Barber Pete Cooper Bob Toski                       | 10.000 $                |
| 1956                             | Gene Littler (2)        | 281                     | –7                      | 4 colpi                 | Cary Middlecoff                                          | 10.000 $                |
| 1957                             | Gene Littler (3)        | 285                     | –3                      | 3 colpi                 | Billy Casper Jimmy Demaret Dow Finsterwald Billy Maxwell | 10.000 $                |
| 1958                             | Stan Leonard            | 275                     | –13                     | 1 colpo                 | Billy Casper                                             | 10.000 $                |
| 1959                             | Mike Souchak            | 281                     | –7                      | 2 colpi                 | Art Wall Jr.                                             | 10.000 $                |
| 1960                             | Jerry Barber            | 268                     | –20                     | 4 colpi                 | Jay Hebert                                               | 10.000 $                |
| 1961                             | Sam Snead               | 273                     | –15                     | 7 colpi                 | Tommy Bolt                                               | 10.000 $                |
| 1962                             | Arnold Palmer           | 276                     | –12                     | 1 colpo                 | Billy Casper                                             | 11.000 $                |
| 1963                             | Jack Nicklaus           | 273                     | –15                     | 5 colpi                 | Tony Lema Arnold Palmer                                  | 13.000 $                |
| 1964                             | Jack Nicklaus (2)       | 279                     | –9                      | 2 colpi                 | Al Geiberger Doug Sanders                                | 12.000 $                |
| 1965                             | Arnold Palmer (2)       | 277                     | –11                     | 2 colpi                 | Chi-Chi Rodríguez                                        | 14.000 $                |
| 1966                             | Arnold Palmer (3)       | 283                     | –5                      | Playoff                 | Gay Brewer                                               | 20.000 $                |
| 1967                             | Frank Beard             | 278                     | –6                      | 1 colpo                 | Arnold Palmer                                            | 20.000 $                |
| 1968                             | Don January             | 276                     | –8                      | 1 colpo                 | Julius Boros                                             | 30.000 $                |
| 1969                             | Gary Player             | 284                     | –4                      | 2 colpi                 | Lee Trevino                                              | 30.000 $                |
| 1970                             | Frank Beard (2)         | 273                     | –15                     | 7 colpi                 | Billy Casper Tony Jacklin Gary Player                    | 30.000 $                |
| 1971                             | Jack Nicklaus (3)       | 279                     | –9                      | 8 colpi                 | Bruce Devlin Gary Player Dave Stockton                   | 33.000 $                |
| 1972                             | Bobby Mitchell          | 280                     | –8                      | Playoff                 | Jack Nicklaus                                            | 33.000 $                |
| 1973                             | Jack Nicklaus (4)       | 276                     | –12                     | 1 colpo                 | Lee Trevino                                              | 40.000 $                |
| 1974                             | Johnny Miller           | 280                     | –8                      | 1 colpo                 | Buddy Allin John Mahaffey                                | 40.000 $                |
| MONY Tournament of Champions     |                         |                         |                         |                         |                                                          |                         |
| 1975                             | Al Geiberger            | 277                     | –11                     | Playoff                 | Gary Player                                              | 40.000 $                |
| 1976                             | Don January (2)         | 277                     | –11                     | 5 colpi                 | Hubert Green                                             | 45.000 $                |
| 1977                             | Jack Nicklaus (5)       | 281                     | –7                      | Playoff                 | Bruce Lietzke                                            | 45.000 $                |
| 1978                             | Gary Player (2)         | 281                     | –7                      | 2 colpi                 | Andy North Lee Trevino                                   | 45.000 $                |
| 1979                             | Tom Watson              | 275                     | –13                     | 6 colpi                 | Bruce Lietzke Jerry Pate                                 | 54.000 $                |
| 1980                             | Tom Watson (2)          | 276                     | –12                     | 3 colpi                 | Jim Colbert                                              | 54.000 $                |
| 1981                             | Lee Trevino             | 273                     | –15                     | 2 colpi                 | Raymond Floyd                                            | 54.000 $                |
| 1982                             | Lanny Wadkins           | 280                     | –8                      | 3 colpi                 | Andy Bean David Graham Craig Stadler Ron Streck          | 63.000 $                |
| 1983                             | Lanny Wadkins (2)       | 280                     | –8                      | 1 colpo                 | Raymond Floyd                                            | 72.000 $                |
| 1984                             | Tom Watson (3)          | 274                     | –14                     | 5 colpi                 | Bruce Lietzke                                            | 72.000 $                |
| 1985                             | Tom Kite                | 275                     | –13                     | 6 colpi                 | Mark McCumber                                            | 72.000 $                |
| 1986                             | Calvin Peete            | 267                     | –21                     | 6 colpi                 | Mark O'Meara                                             | 90.000 $                |
| 1987                             | Mac O'Grady             | 278                     | –10                     | 1 colpo                 | Rick Fehr                                                | 90.000 $                |
| 1988                             | Steve Pate              | 202                     | –14                     | 1 colpo                 | Larry Nelson                                             | 90.000 $                |
| 1989                             | Steve Jones             | 279                     | –9                      | 3 colpi                 | David Frost Jay Haas                                     | 135.000 $               |
| 1990                             | Paul Azinger            | 272                     | –16                     | 1 colpo                 | Ian Baker-Finch                                          | 135.000 $               |
| Infiniti Tournament of Champions |                         |                         |                         |                         |                                                          |                         |
| 1991                             | Tom Kite (2)            | 272                     | –16                     | 1 colpo                 | Lanny Wadkins                                            | 144.000 $               |
| 1992                             | Steve Elkington         | 279                     | –9                      | Playoff                 | Brad Faxon                                               | 144.000 $               |
| 1993                             | Davis Love III          | 272                     | –16                     | 1 colpo                 | Tom Kite                                                 | 144.000 $               |
| Mercedes Championship            |                         |                         |                         |                         |                                                          |                         |
| 1994                             | Phil Mickelson          | 276                     | –12                     | Playoff                 | Fred Couples                                             | 180.000 $               |
| 1995                             | Steve Elkington (2)     | 278                     | –10                     | Playoff                 | Bruce Lietzke                                            | 180.000 $               |
| 1996                             | Mark O'Meara            | 271                     | –17                     | 3 colpi                 | Nick Faldo Scott Hoch                                    | 180.000 $               |
| 1997                             | Tiger Woods             | 202                     | –14                     | Playoff                 | Tom Lehman                                               | 216.000 $               |
| 1998                             | Phil Mickelson (2)      | 271                     | –17                     | 1 colpo                 | Mark O'Meara Tiger Woods                                 | 306.000 $               |
| 1999                             | David Duval             | 266                     | –26                     | 9 colpi                 | Mark O'Meara Billy Mayfair                               | 468.000 $               |
| 2000                             | Tiger Woods (2)         | 276                     | –16                     | Playoff                 | Ernie Els                                                | 522.000 $               |
| 2001                             | Jim Furyk               | 274                     | –18                     | 1 colpo                 | Rory Sabbatini                                           | 630.000 $               |
| 2002                             | Sergio García           | 274                     | –18                     | Playoff                 | David Toms                                               | 720.000 $               |
| 2003                             | Ernie Els               | 261                     | –31                     | 8 colpi                 | K.J. Choi Rocco Mediate                                  | 1.000.000 $             |
| 2004                             | Stuart Appleby          | 270                     | –22                     | 1 colpo                 | Vijay Singh                                              | 1.060.000 $             |
| 2005                             | Stuart Appleby (2)      | 271                     | –21                     | 1 colpo                 | Jonathan Kaye                                            | 1.060.000 $             |
| 2006                             | Stuart Appleby (3)      | 284                     | –8                      | Playoff                 | Vijay Singh                                              | 1.080.000 $             |
| Mercedes-Benz Championship       |                         |                         |                         |                         |                                                          |                         |
| 2007                             | Vijay Singh             | 278                     | –14                     | 2 colpi                 | Adam Scott (golfista)                                    | 1.100.000 $             |
| 2008                             | Daniel Chopra           | 274                     | –18                     | Playoff                 | Steve Stricker                                           | 1.100.000 $             |
| 2009                             | Geoff Ogilvy            | 268                     | –24                     | 6 colpi                 | Anthony Kim Davis Love III                               | 1.120.000 $             |
| SBS Championship                 |                         |                         |                         |                         |                                                          |                         |
| 2010                             | Geoff Ogilvy (2)        | 270                     | –22                     | 1 colpo                 | Rory Sabbatini                                           | 1.120.000 $             |
| Hyundai Tournament of Champions  |                         |                         |                         |                         |                                                          |                         |
| 2011                             | Jonathan Byrd           | 268                     | –24                     | Playoff                 | Robert Garrigus                                          | 1.120.000 $             |
| 2012                             | Steve Stricker          | 269                     | –23                     | 3 colpi                 | Martin Laird                                             | 1.120.000 $             |
| 2013                             | Dustin Johnson          | 203                     | –16                     | 4 colpi                 | Steve Stricker                                           | 1.140.000 $             |
| 2014                             | Zach Johnson            | 273                     | –19                     | 1 colpo                 | Jordan Spieth                                            | 1.140.000 $             |
| 2015                             | Patrick Reed            | 271                     | –21                     | Playoff                 | Jimmy Walker                                             | 1.140.000 $             |
| 2016                             | Jordan Spieth           | 262                     | –30                     | 8 colpi                 | Patrick Reed                                             | 1.180.000 $             |
| SBS Tournament of Champions      |                         |                         |                         |                         |                                                          |                         |
| 2017                             | Justin Thomas           | 270                     | –22                     | 3 colpi                 | Hideki Matsuyama                                         | 1.220.000 $             |
| Sentry Tournament of Champions   |                         |                         |                         |                         |                                                          |                         |
| 2018                             | Dustin Johnson (2)      | 268                     | –24                     | 8 colpi                 | Jon Rahm                                                 | 1.260.000 $             |
| 2019                             | Xander Schauffele       | 269                     | –23                     | 1 colpo                 | Gary Woodland                                            | 1.300.000 $             |
| 2020                             | Justin Thomas (2)       | 278                     | –14                     | Playoff                 | Patrick Reed Xander Schauffele                           | 1.340.000 $             |
| 2021                             | Harris English          | 267                     | –25                     | Playoff                 | Joaquín Niemann                                          | 1.340.000 $             |
| 2022                             | Cameron Smith           | 258                     | –34                     | 1 colpo                 | Jon Rahm                                                 | 1.476.000 $             |
| 2023                             | Jon Rahm                | 265                     | –27                     | 2 colpi                 | Collin Morikawa                                          | 2.700.000 $             |
| The Sentry                       |                         |                         |                         |                         |                                                          |                         |
| 2024                             | Chris Kirk              | 263                     | –29                     | 1 colpo                 | Sahith Theegala                                          | 3.600.000 $             |
| 2025                             | Hideki Matsuyama        | 257                     | –35                     | 3 colpi                 | Collin Morikawa                                          | 3.600.000 $             |